# 励仁高级中学
励仁高级中学（英語：Millennia Institute），简称MI或“励仁高中”，是新加坡共和国唯一的三年制高级中学，其余的大学预备课程教育中心皆为两年制的初级学院。除了其他大学预备课程教育中心所普遍提供的文科系和理科系课程之外，励仁高中是目前唯一提供商科系课程的大学预备课程教育中心。

## 历史
2003年7月26日，教育部决定将欧南高级中学和裕廊高级中学合并，将组织稀疏的几个三年制大学预备课程教育中心合并为一个实体。此举是为了整合两所学院的专业知识和教学资源，为学生提供更多定制化的课程和设施，从而加强三年制大学预备课程的水准。
励仁高中成立于2004年1月3日。学校于2003年12月2日宣布兴建一间计划于2007年落成的新校舍。
2006年12月12日，励仁高中搬迁至位于武吉巴督西8道60号的永久校舍。该校舍于2009年5月由前教育部长黄永宏博士作为主宾正式宣布开幕。
2012年5月，学校在南洋理工大学主持了一年一度的大学预备课程教育研讨会。此次活动与教育部联合举办，是研讨会举办以来首次加入主题曲。
在2011年到2021年期间，励仁高中的入学率大幅下跌超过四成；截至2023年5月，励仁高中的学生总数为700人。

## 历任校长
| 任 | 校长                 | 任期        |
| -- | -------------------- | ----------- |
| 1  | Ong-Ooi Giok Tin女士 | 2004 - 2005 |
| 2  | 陈楚邦先生           | 2006 - 2013 |
| 3  | 陈韵如女士           | 2014 - 2023 |
| 4  | Loo Ming Yaw         | 2024至今    |

## 校舍

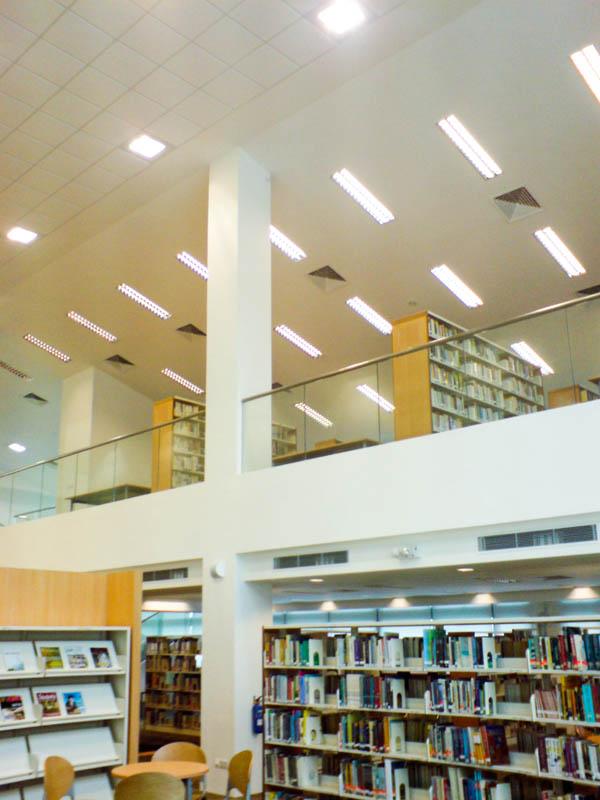
励仁高中学校图书馆MIndSpace

励仁高中位于武吉巴督西8道的校园占地约16公顷。这座专为大学预备课程教育而建造的校舍耗资约2,400万新元兴建，配备了与初级学院相当的设施，校内设有包括两个用于容纳一整个年级的空调讲堂。
学校的教室都集中设于一座教学楼内，流线型的设计让师生能更方便地来往各教室与大讲堂、食堂和实验室之间。其他设施包括一间礼堂、全空调多功能厅和带跑道的综合体育场、AstroTurf曲棍球场，以及2个网球场、2 个篮球场、羽毛球场和排球场。
名为“MIndSpace”的学校图书馆位于校园中心。馆内设有五个位于上层的讨论室，用于小组学习、讨论或专题作业，以及两个可容纳36名学生进行教学和学习的教室。

## 争议

### 涉嫌跨性别歧视
2021年1月，励仁高中一名18岁的跨性别女性学生称，因校服规定，学校禁止她上课。该学生自称Ashlee，表示学校要求她剪短头发并穿着男生制服才能上课。此事件在社交媒体引发关注，获得多家LGBTQ组织支持。新加坡教育部与心理衛生學院联合发表声明，确认学校致力于提供包括居家学习在内的教育支持，并与学生家庭及医疗专业人员合作。声明强调保护隐私的重要性，并说明性别焦虑症的临床治疗程序，指出未成年人的相关医疗需获得家长同意。